# Uvarovka (Oblast' di Mosca)
Uvarovka (in russo Уваровка?) è una cittadina della Russia europea centrale, situata nell'oblast' di Mosca. Apparteneva al Možajskij rajon.
Sorge nella parte occidentale dell'oblast', nella regione delle Alture di Mosca, 139 chilometri ad ovest di Mosca, lungo la linea ferroviaria che collega Mosca e Minsk in Bielorussia.